# 이정림
이정림(李庭林, 1913년 - 1990년)은 대한민국의 기업인으로 대한탄광주식회사를 설립하고 천일고무주식회사와 대한양회공업주식회사 사장, 그리고 한국석유화학공업협회 회장을 했다. 호는 송정(松汀)이다. 기업인 김병철 회장이 사위이다.

## 생애
이정림은 본관은 연안(延安). 호는 송정(松汀)
아버지 이윤신(李允新)과 어머니 고순경(高舜慶)사이에서 1913년 황해도 개성에서 태어났다. 
서당에서 한학을 수학하고 1921년 송도보통학교에 입학, 졸업한 뒤 1929년 도매상인 송래상회(松來商會)에서 개성상인으로서의 수련을 쌓고, 사개문서법(四介文書法)의 사용법을 배웠다.
1933년 고무신 도매상을 시작하여 경기·황해·강원지방의 총대리점을 경영하였다. 
1940년 경기도고무조합 이사로 재직하면서 주단포목 도매업도 겸업하였다. 
1945년 광복 후 천일고무 이리공장에서 고무신 제조에 주력하였다. 
1946년 김영준(金英俊)과 천일고무주식회사를 설립, 경영하였고, 이합상회(二合商會)를 개업하였다.
1949년 이합상회를 개풍상사(開豊商社)로 개칭하고 정식무역회사로 창립해 무역업에 종사하였다. 
1953년 환도 후 호양산업주식회사(好洋産業株式會社)를 창립하여 제빙공장을 건설했고, 1955년 대한탄광주식회사를 설립, 경영하였다.
1956년 대한양회공업주식회사를 창립하여 사장에 취임하고 우리나라 사상 처음으로 국산시멘트공장인 대한양회 문경공장을 준공하였다. 
1958년 3·1문화상제도를 만들었다.
1959년 서울은행을 창립하여, 대한양회공업이 서울은행 주식 74%를 인수하였다.
1962년 5·16군사정변 후 실업인 13명이 회동하여 경제재건촉진위원회를 발족, 회장에 취임하였다. 
1963년 한국경제인연합회 제2대 회장에 피선되고, 같은 해 8월 3·1문화재단을 설립하였다.
1965년 공영화학공업주식회사를 설립했고, 1967년 전택보(全澤珤)·박용학(朴龍學) 등과 공동 출자하여 대한선박주식회사를 설립했다.
1970년 대한유화공업주식회사를 설립하였고, 1974년 한국석유화학공업협회 회장에 선임되었다. 
1972년 해운업계에서의 공로로 대통령표창, 1978년 해운의 날에 국무총리표창(단체) 및 1980년 제4회 해운의 날에는 석탑산업훈장 등을 받았다.

## 같이 보기
- 김병철 (기업인)

## 참고 문헌
- 『삼일문화재단30년사』(삼일문화재단,1989)
- 『송정이정림선생고희기념논총』(송정고희기념논총발간회,1982)
- 한국민족문화대백과사전(이정림(李庭林))